# Mesochorus pusillus
Mesochorus pusillus är en stekel som beskrevs 1974 av Clement Eugene Dasch. Arten ingår i släktet Mesochorus och familjen brokparasitsteklar. Inga underarter finns listade i Catalogue of Life.